# Никитина, Татьяна Багишевна
Татья́на Баги́шевна Ники́тина (урождённая Шика́ева; род. 27 июля 1954, Йошкар-Ола) — российский археолог и этнолог, специалист в области средневековой истории марийского народа. Доктор исторических наук (2003). Автор свыше 60 печатных работ, в том числе нескольких монографий. Заслуженный деятель науки Республики Марий Эл.

## Биография
Окончила Марийский государственный университет (1977). Научный сотрудник, главный научный сотрудник Отдела археологии, с 1995 года — заместитель директора Марийского научно-исследовательского института языка, литературы и истории, в 1993—1995 годах — руководитель Научного центра финно-угроведения.

## Семья
- Супруг — марийский археолог Валерий Валентинович Никитин (1940—2024)

## Научные, учёные и почётные звания и степени
- Кандидат исторических наук (1988)
- Доктор исторических наук (2003)
- Заслуженный деятель науки Республики Марий Эл (1998)
- Государственная премия Республики Марий Эл (2003) за монографию «Марийцы в эпоху средневековья (по археологическим материалам)»
- Орден «За заслуги перед Марий Эл» II степени (2020)

## Основные научные работы
- Погребальный обряд марийцев (по материалам поздних марийских могильников) // Материальная и духовная культура марийцев. Йошкар-Ола, 1982. С. 192—200.
- Картуковский могильник XVI — начала XVIII вв. //Историография и источниковедение по археологии и этнографии Марийского края. Йошкар-Ола, 1984. С. 85-100.
- Малокугунурский могильник. // Новые памятники археологии Волго-Камья. Йошкар-Ола, 1985. С. 173—185.
- Памятники XVI—XVII веков Марийско-Чувашского Поволжья. // Древние этнические процессы Волго-Камья. Йошкар-Ола, 1985. С. 100—117.
- Марийцы (конец XVI — начало XVIII вв.). Йошкар-Ола, 1992. 159 с.
- Атлас археологических памятников Республики Марий Эл. Йошкар-Ола, 1993. Вып. 2. 151 с. (соавтор — Г. А. Архипов).
- Средневековые городища Волго-Вятского междуречья: проблемы и перспективы изучения. // Проблемы средневековой археологии волжских финнов. Йошкар-Ола, 1994. С. 67-77.
- К вопросу об истоках марийского этноса. // Финно-угроведение. 1996. № 2. С. 50-67.
- Мари. // Финно-угры Поволжья и Приуралья в средние века. Ижевск, 1999. С. 161—207.
- История Марийского края в I тыс. н. э. Йошкар-Ола, 1999. 150 с.
- Обзор исследований 80-90 годов по средневековой археологии финно-уг- ров Поволжья и Приуралья (часть I). // РА. 2000. № 2. С. 196—205 (соавтор — Ю. А. Зеленеев).
- Обзор исследований 80-90 годов по средневековой археологии финно-уг- ров Поволжья и Приуралья (часть II). // РА. 2000. № 3. С. 170—179 (соавтор — Ю. А. Зеленеев).
- О преемственности культуры могильников Ветлужско-Вятского междуречья IX—XI вв. с марийской культурой XVI—XVII вв. // Научное наследие А. П. Смирнова и современные проблемы археологии Волго-Камья. М., 2000. С. 192—199.
- Жертвенно-поминальные комплексы как этноопределяющий признак погребального обряда марийцев в эпоху средневековья. // Древности Поволжья и Прикамья. Йошкар-Ола, 2001. С. 42-51.
- Никитина Т. Б. Марийцы в эпоху средневековья (по археологическим материалам).— Йошкар-Ола, 2002.
- К истокам марийского искусства. Йошкар-Ола, 2004 (соавтор — В. В. Никитин).
- Этногенез народа мари // Марийцы. Историко-этнографические очерки. Йошкар-Ола, 2005. С. 23-27.